# 阿塔贝县
8°48′34″S 125°09′31″E / 8.80954°S 125.15850°E

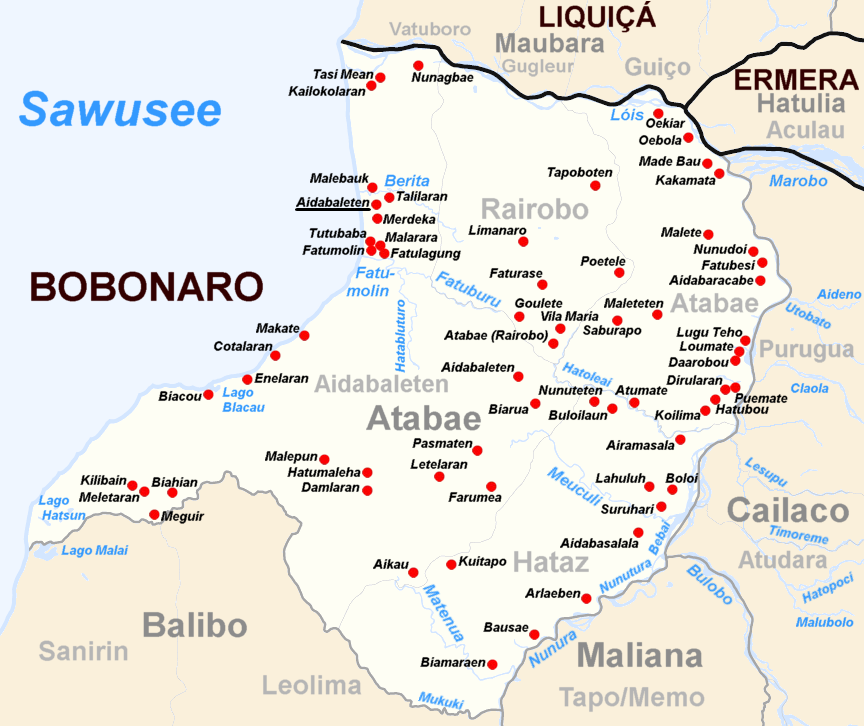
阿塔贝县

阿塔贝县是东帝汶民主共和国博博纳罗区的一个县，该县面积252.80平方公里，2010年人口普查时时人口为11024，县治位于阿塔贝。